# Posucice

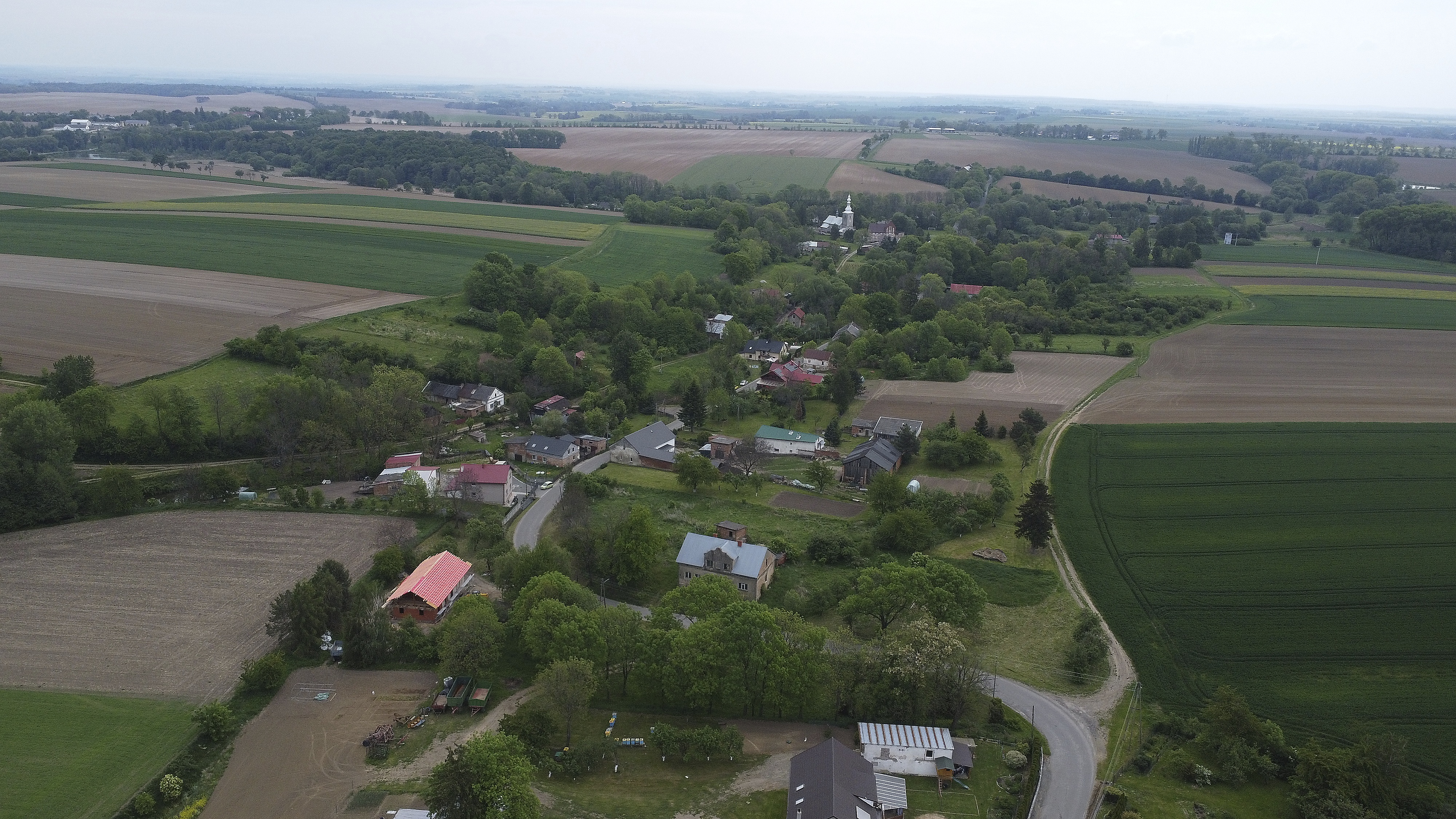
Blick aus der Vogelperspektive

Posucice (deutsch Poßnitz, tschechisch Posutice) ist ein in der Landgemeinde Branice im Powiat Głubczycki der Woiwodschaft Opole in Polen.

## Geographie
Das Waldhufendorf Posucice liegt fünf Kilometer nordöstlich von Branice, 17 Kilometer südlich von Głubczyce (Leobschütz) und 79 Kilometer südlich von  Opole (Oppeln) in der Schlesischen Tiefebene (Schlesische Tiefebene) an der Kałuża (Kaluscha), einem rechter Zufluss der Troja.
Nachbarorte von Posucice sind im Nordosten Dzbańce-Osiedle (Paulinenhof), im Südosten Wódka (Hochkretscham), im Südwesten  Branice (Branitz) und im Westen Michałkowice (Michelsdorf).

## Geschichte
Der Ort wurde 1377 erstmals als Posenticz erwähnt. 1407 wurde der Ort als Postenticz. 1431 als Posutycz, 1453 als Posuticz sowie 1461 als Posutiz  erwähnt. Der Ortsname leitet sich vom Personennamen Posut ab.
1672 wurde im Ort eine Kirche erbaut. Nach dem Ersten Schlesischen Krieg 1742 fiel Poßnitz mit dem größten Teil Schlesiens an Preußen. 1763 wurde im Ort eine Schule eingerichtet. Am 28. Oktober 1777 brannte die Kirche nieder. Der Kirchenbau wurde daraufhin wieder aufgebaut.
Nach der Neuorganisation der Provinz Schlesien gehörte die Landgemeinde Poßnitz ab 1816 zum Landkreis Leobschütz im Regierungsbezirk Oppeln. 1845 bestanden im Dorf eine katholische Kirche, eine katholische Schule, eine Windmühle, eine Brauerei, eine Brennerei und 105 Häuser. Im gleichen Jahr lebten in Poßnitz 956 Menschen, davon drei jüdisch. 1861 zählte Poßnitz 25 Bauer-, 28 Gärtner-, sowie 50 Häuslerstellen und 21 Kolonisten. 1874 wurde der Amtsbezirk Poßnitz gegründet, welcher die Landgemeinden Hennerwitz, Krug, Löwitz und Poßnitz und die Gutsbezirke Hennerwitz, Krug und Poßnitz umfasste.
Bei der Volksabstimmung in Oberschlesien am 20. März 1921 stimmten in Poßnitz 698 Personen für einen Verbleib bei Deutschland und 2 für Polen. Poßnitz verblieb wie der gesamte Stimmkreis Leobschütz beim Deutschen Reich. 1933 zählte der Ort 748, 1939 wiederum 713 Einwohner. Bis 1945 gehörte der Ort zum Landkreis Leobschütz. Am 22. März 1945 flüchtete die Dorfbevölkerung vor der heranrückenden Roten Armee ins Sudetenland.
Infolge des Zweiten Weltkrieges kam der bisher deutsche Ort 1945 unter polnische Verwaltung, wurde in Posucice umbenannt und der Woiwodschaft Schlesien angeschlossen. 1950 wurde Posucice der Woiwodschaft Opole zugeteilt. 1999 wurde es Teil des wiedergegründeten Powiat Głubczycki.

### Dorfvorsteher (bis 1945)
- 1902–1926 Franz Görger
- 1926–1935 Josef Strassig
- 1935–1936 Leo Zahel
- 1936–1945 Josef Gröger

## Sehenswürdigkeiten

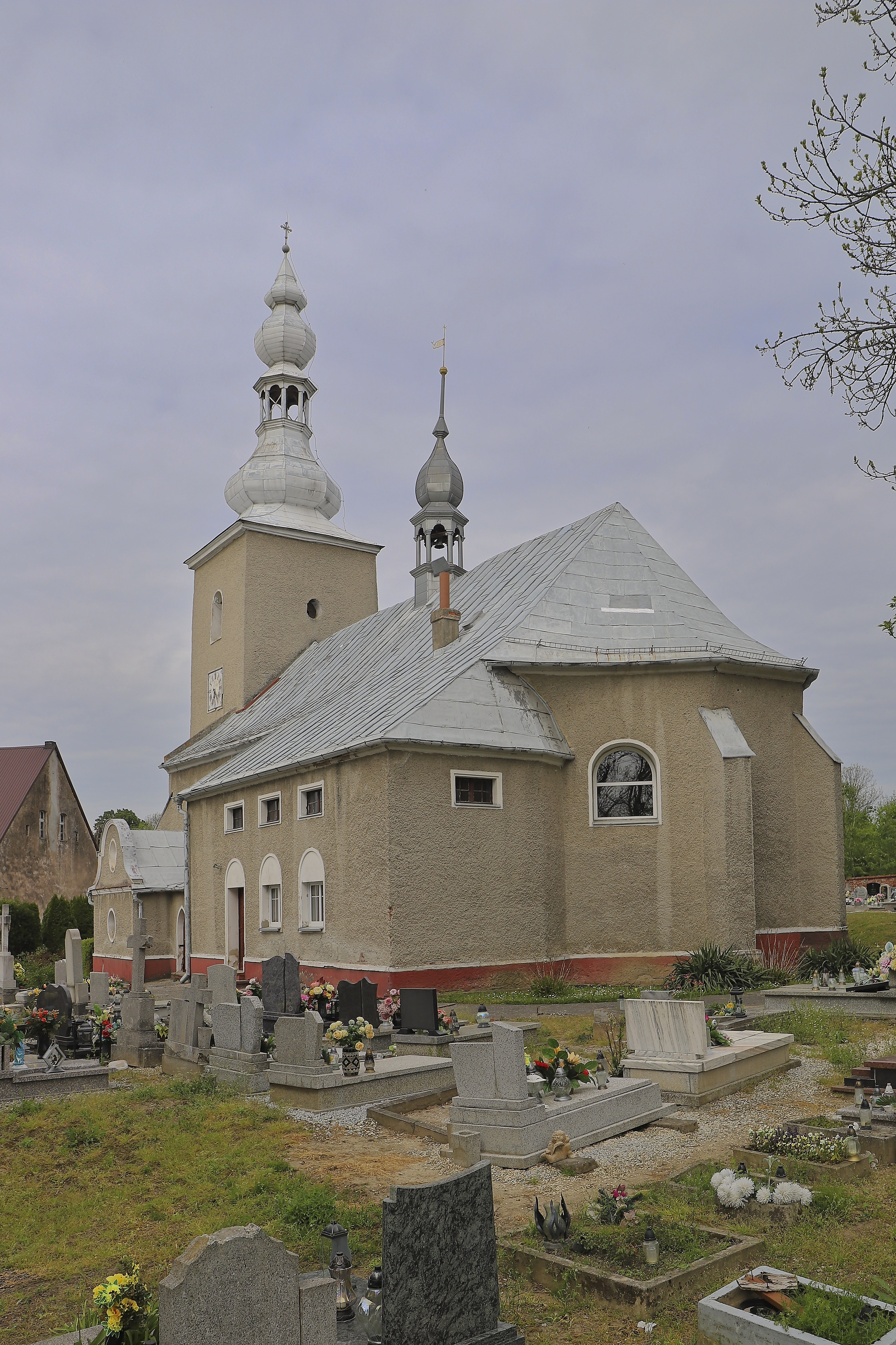
Die St.-Laurentius-Kirche

- Die römisch-katholische St.-Laurentius-Kirche (poln. Kościół św. Wawrzyńca) wurde 1672 erbaut. Am 25. Oktober 1777 wurde der Kirchenbau durch ein Feuer zerstört und später wieder aufgebaut. 1817 wurde der baufällige Glockenturm abgetragen und zwei Jahre später wieder aufgebaut.[5] Der Kirchenbau steht seit 1948 unter Denkmalschutz.[9]
- Gutshaus Poßnitz
- Steinerne Wegkreuze